# Sympherobius zelenyi
Sympherobius zelenyi is een insect uit de familie van de bruine gaasvliegen (Hemerobiidae), die tot de orde netvleugeligen (Neuroptera) behoort. 
Sympherobius zelenyi is voor het eerst wetenschappelijk beschreven door Alayo in 1968.